# フロリダステート・セミノールズ

フロリダステート・カラーのACCのロゴ

フロリダステート・セミノールズ（英: Florida State Seminoles）は、アメリカ合衆国のフロリダ州立大学のスポーツ競技チーム。NCAAディビジョンI所属。

## 競技チーム
| 男子スポーツ                            | 女子スポーツ       |
| --------------------------------------- | ------------------ |
| 野球                                    | バスケットボール   |
| バスケットボール                        | ビーチバレーボール |
| クロスカントリー                        | クロスカントリー   |
| フットボール                            | ゴルフ             |
| ゴルフ                                  | サッカー           |
| 水泳・飛込                              | ソフトボール       |
| テニス                                  | 水泳・飛込         |
| 陸上†                                   | テニス             |
|                                         | 陸上†              |
|                                         | バレーボール       |
|                                         | ラクロス           |
| †屋外競技チームと室内競技チームがある。 |                    |